# Університет імені Еразма Роттердамського
Університет імені Еразма Роттердамського, Роттердамський університет Еразма, Роттердамський університет імені Еразма, Університет Еразма Роттердамського, (нід. Erasmus Universiteit Rotterdam, EUR) — державний університет, розташований у Роттердамі, Нідерланди. Університет названий на честь Еразма Роттердамського, гуманіста і теолога XV століття.
Університетський медичний центр Erasmus MC є найбільшим і одним із провідних академічних медичних центрів і травматологічних центрів у Нідерландах. Школа Економіки і бізнесу (англ. Erasmus School of Economics), створена на основі університету і Роттердамська школа менеджменту добре відомі в Європі і за її межами. Університет Еразма Роттердамського увійшов до числа 100 кращих університетів світу за трьома основними рейтингами. У 2017 році Financial Times включив університет у десятку кращих бізнес-шкіл Європи. У 2015 році в рейтингу Times Higher Education університет Еразма Роттердамського зайняв 20-те місце в Європі і 72-ге місце у світі; факультети гуманітарних наук — 40-ве, а факультети клінічної охорони здоров'я — 35-те місце у світі.
Університет має сім факультетів і спеціалізується в чотирьох областях:
- Здоров'я — Факультет медицини та медичних наук / Erasmus MC[en] та Школа політики та менеджменту у сфері охорони Здоров'я (ESHPM)
- Добробут — Школа Економіки та Роттердамська Школа менеджменту
- Управління — Школа права і Школа соціальних і поведінкових наук (ESSB)
- Культура — Школа історії, культури і комунікації, Школа соціальних і поведінкових наук (ESSB) і Школа філософії (ESPhil)

## Історія
Університет імені Еразма Роттердамського був заснований 8 листопада 1913 року як Нідерландська школа комерції (нід. Nederlandsche Handels-Hoogeschool, NHH) з приватної ініціативи та за широкої підтримки з боку бізнес-спільноти Роттердама. У 1937 році школа була визнана вищим навчальним закладом, що забезпечує комерційну та економічну освіту в якості навчальної дисципліни, отримала статус університету. Навчальний заклад став називатися Нідерландською школою економіки (нід. Nederlandse Economische Hogeschool, NEH). У 1960-х роках з'явилися факультети права і суспільних наук, а в наступному десятилітті-факультети філософії, історії та мистецтв, ділового адміністрування.
З 1950 року Фонд вищої клінічної освіти робив зусилля для створення повноцінної програми академічних медичних досліджень у Роттердамі. У результаті в 1966 році уряд заснував медичний факультет Роттердама, який розмістили поруч із лікарнею Дейкзігт (нід. Dijkzigt Hospital). Разом із Софійською дитячою лікарнею (англ. Sophia Children's Hospital) і клінікою Даніеля ден Гоеда (нід. Daniel den hoed Clinic) лікарня Дейкзігт утворює Університетську лікарню Роттердама, яка з 1 січня 2003 року носить назву Erasmus MC (англ. Erasmus University Medical Center). У 1973 році медичний факультет Роттердама і Нідерландська школа економіки об'єдналися, після чого ця установа була перейменована в його нинішню назву Erasmus University Rotterdam. Це був перший університет у Нідерландах, названий на честь Еразма Роттердамського — людини, якій Роттердам зобов'язаний своєю багатовіковою репутацією в академічному світі.

### Здоров'я
Цією сферою наук займаються медичний центр Erasmus MC, Школа політики та управління в галузі охорони здоров'я (ESHPM) та Інститут оцінки медичних технологій (iMTA).
Erasmus MC — це нова назва Університетського медичного центру в Роттердамі, який є об'єднанням факультету медицини і медичних наук з університетською лікарнею Роттердама (Дейкзігт, Софійська дитяча лікарня, клініка Даніеля ден Гоеда). Біомедичний сектор відіграє провідну роль в області аналізу ролі окремих генів при захворюваннях. Відділ судової молекулярної біології працює спільно з нідерландським інститутом судової експертизи (NFI). Основними тривалими генетичними епідеміологічними дослідженнями серед літніх людей і дітей займаються підрозділи Erasmus Rotterdam Health for the Elderly (ERGO) і Generation R, відповідно. Школа політики і менеджменту (ESHPM) утворює сполучну ланку між клінічною медициною і наукою про здоров'я з одного боку, і соціальними науками, з іншого. Інститут оцінки медичних технологій (iMTA) проводить дослідження в галузі економіки охорони здоров'я у співпраці з Erasmus MC та Школою політики та менеджменту.

### Добробут

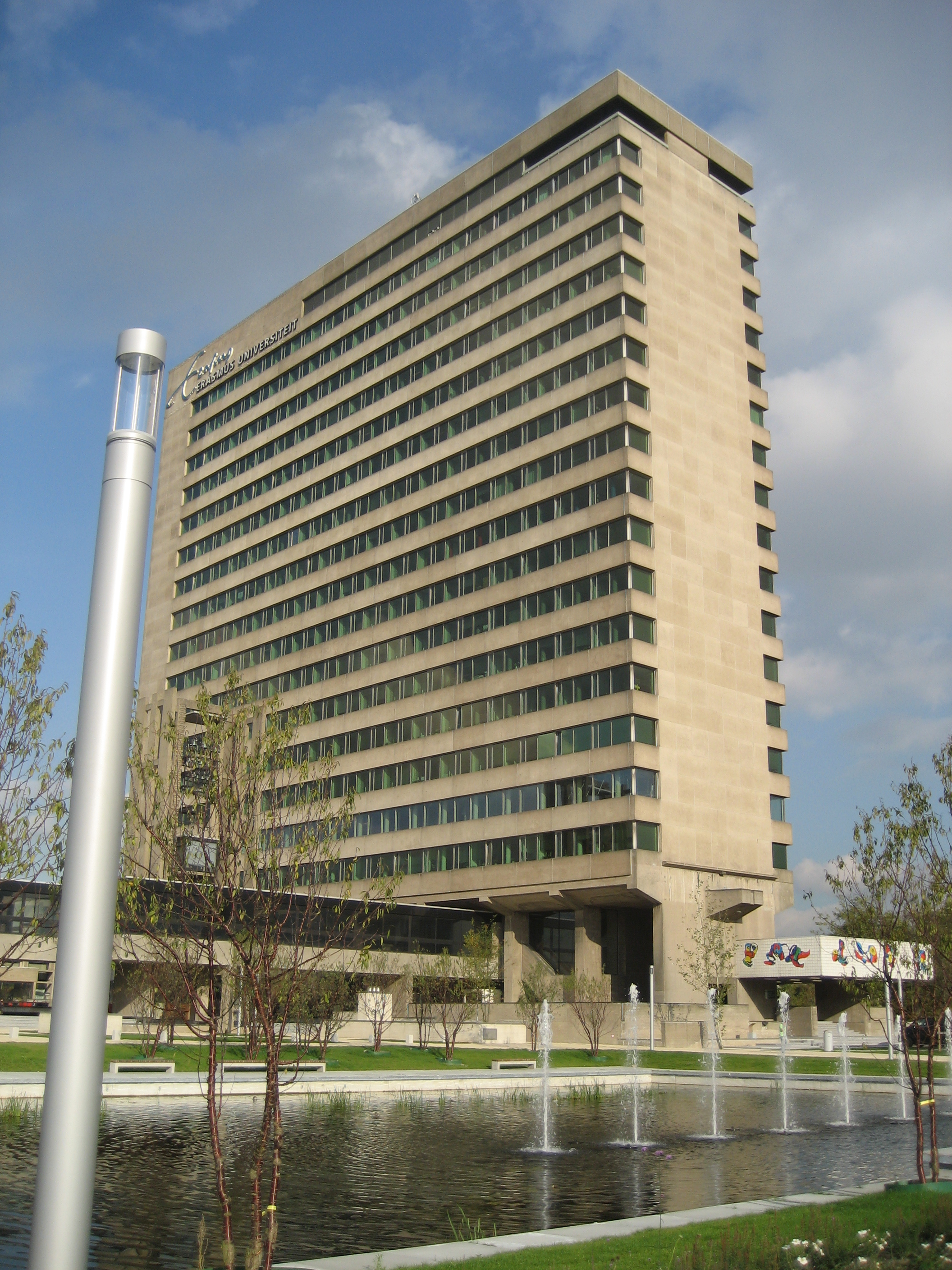
Головна будівля факультету, у якому розташована Школа економіки університету Еразма Роттердамського

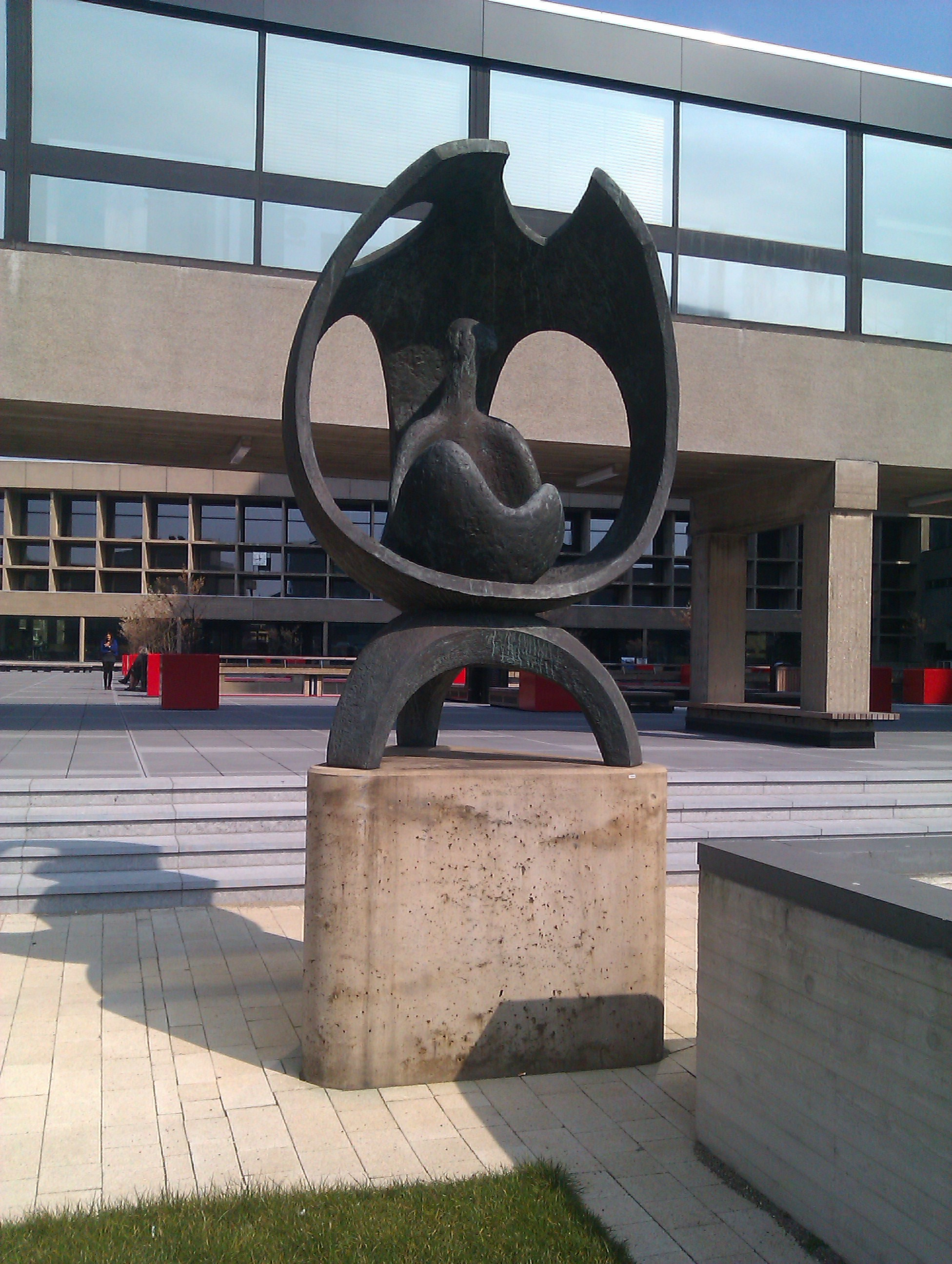
Статуя «Альма-матер», скульптор Гер ван Ієрсель

Цією сферою знань займаються Школа Економіки і Роттердамська школа менеджменту. Їхні економічні програми та програми менеджменту залучають студентів та аспірантів з усього світу. Дослідницька школа менеджменту (англ. Erasmus Institute for Management, ERIM) та Інститут Тінбергена (англ. Tinbergen Institute) залучають аспірантів, наукових співробітників, і професорів. Іншими спільними підприємствами є англомовна програма Міжнародного бізнес-адміністрування (англ. International Business Administration), програма підготовки керівних кадрів (англ. Erasmus Executive Development, EED) та Центр вивчення контрактів та підтримки бізнесу (ERBS) університету Еразма.

### Управління
Дослідження в галузі управління зосереджені на організації взаємодії бізнесу і суспільства. Проводиться вивчення політики та менеджменту у сфері охорони здоров'я.

### Культура

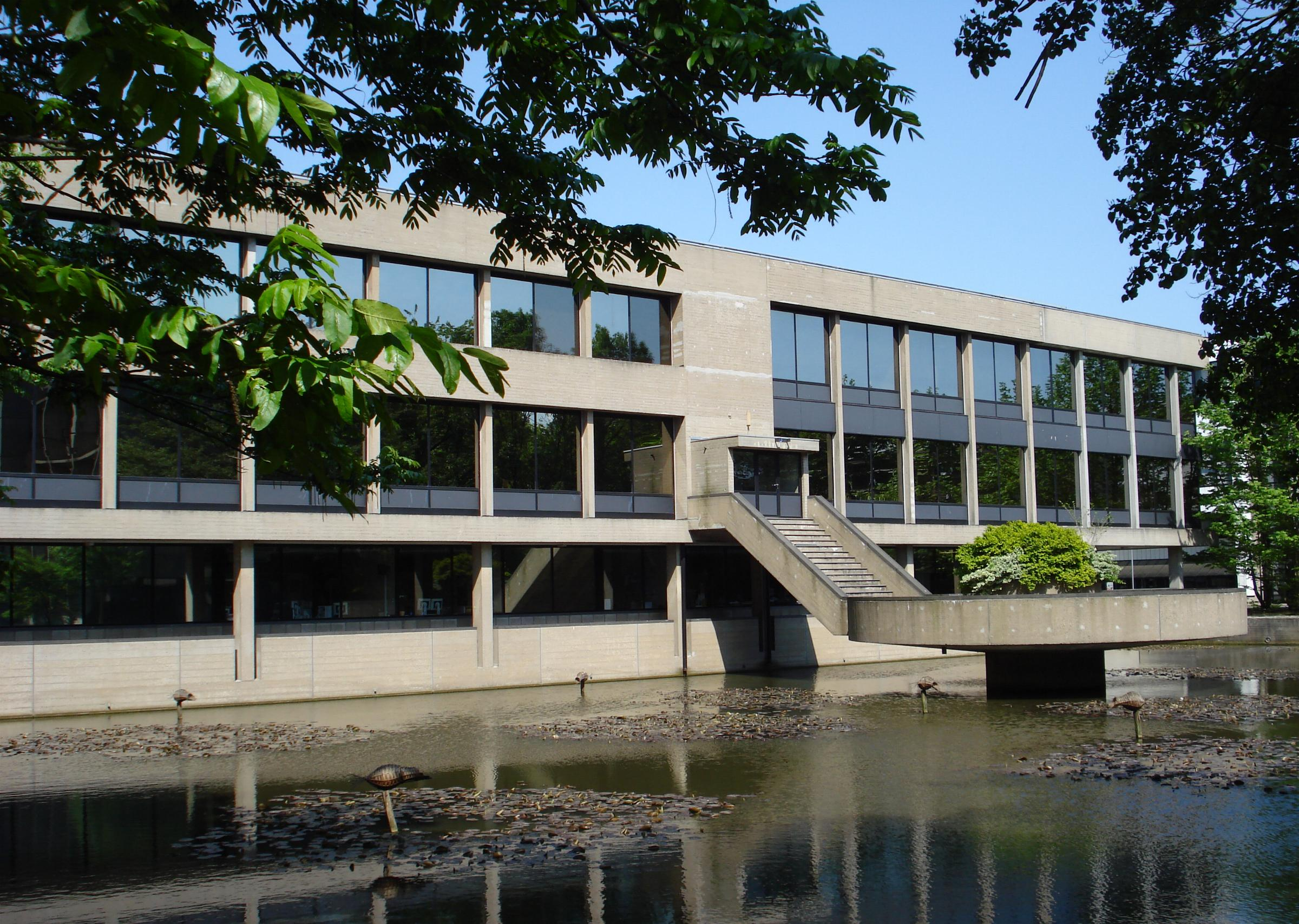
Університетська бібліотека

Культура є однією з чотирьох областей досліджень університету імені Еразма Роттердамського. Особлива увага приділяється засобам масової інформації, економіці культури, високому мистецтву. Основна сфера досліджень — вплив мистецтва на суспільство, культурна політика, медіа, соціальна ідентичність у сучасному суспільстві. Студенти факультету, як правило, закінчують університет із відмінними дослідницькими навичками як академічного, так і прикладного характеру.

## Науково-дослідні інститути та школи

### Добробут
- Науково-дослідний інститут менеджменту (англ. Erasmus Research Institute of Management)

Науково-дослідний інститут менеджменту (ERIM) є спільним дослідницьким інститутом Роттердамської Школи менеджменту та Школи економіки. Обидві установи є підрозділами університету імені Еразма Роттердамського. Інститут менеджменту покликаний об'єднати провідних дослідників у галузі бізнесу та управління.
- Економетричний інститут (англ. Econometric Institute)

Університет Еразма вважається провідним університетом в області економетрики і дослідженні операцій. Ян Тінберґен, лауреат Нобелівської премії з економіки (1969), і Анрі Тейл заснували Економетричний інститут і зробили помітний вплив на економетрику і теорію менеджменту. У теоріях Тінбергена розглядалися завдання зміцнення цін і зайнятості, політика досягнення бажаних результатів і стабілізації економіки.
- Інститут «Тінберген» (англ. Tinbergen Institute, TI)

Інститут «Тінберген» є об'єднаним інститутом досліджень і освіти в галузі економіки, економетрики і фінансів Амстердамського університету, Амстердамського вільного університету та університету імені Еразма Роттердамського. Це один із провідних науково-дослідних інститутів у галузі економіки і фінансів. Інститут пропонує своїм слухачам магістерську програму досліджень (MPhil) в галузі економіки та фінансів, а також можливість отримати ступінь доктора філософії (PhD).
- Транспорт, інфраструктура і логістика (англ. TRAIL)

Працює за підтримки Делфтського технічного університету (TU Delft) Інститут транспорту, інфраструктури та логістики (Науково-дослідна школа TRAIL) є національним науково-дослідним інститутом Нідерландів.
- Центр підприємництва Еразмус (англ. Erasmus Centre for Entrepreneurship, ECE)[33].

### Здоров'я

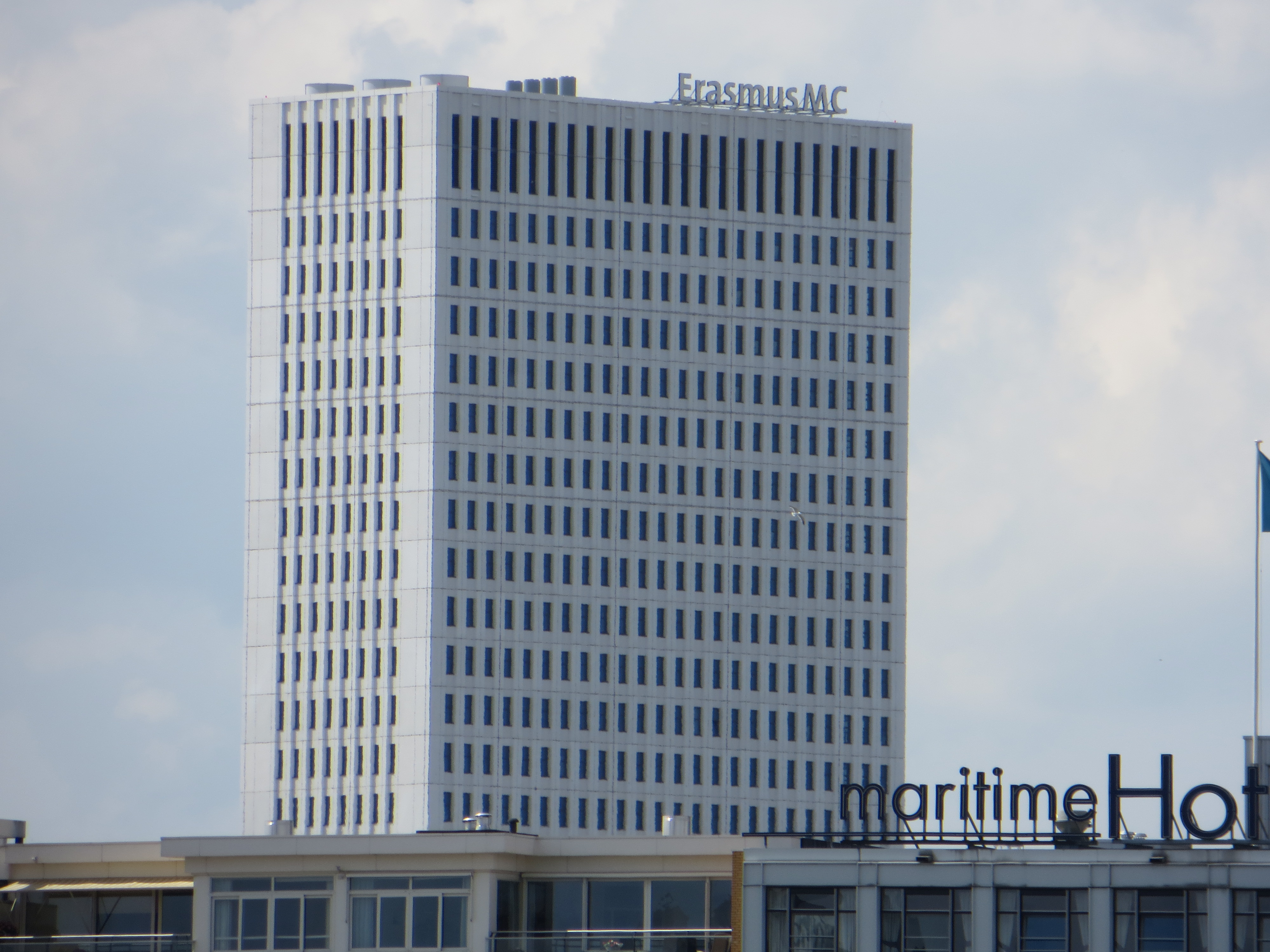
Нова будівля (2012) Медичного центру Erasmus MC

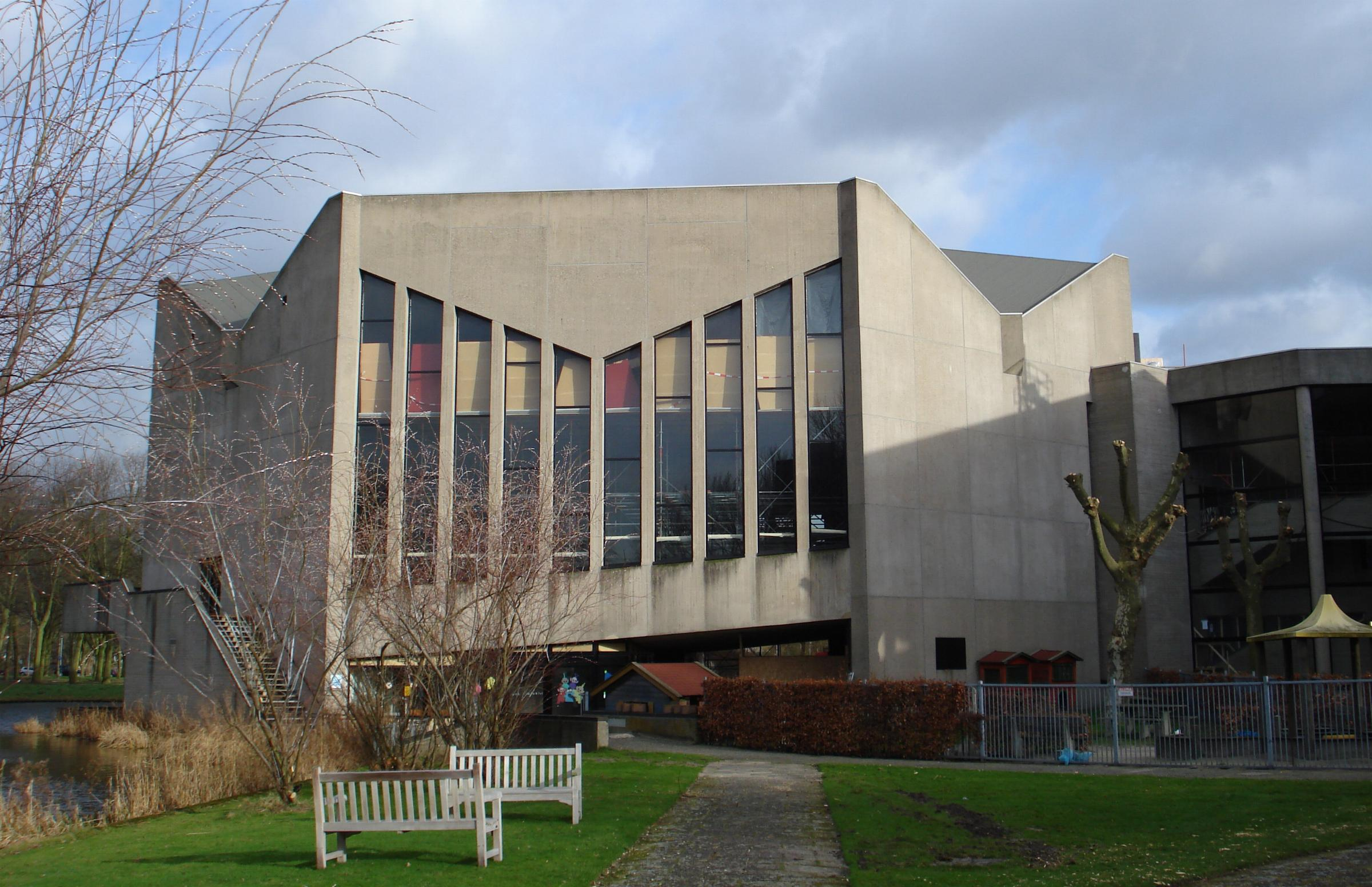
Університетська аула (актовий зал)

- Дослідницька школа кардіології (англ. Cardiovascular Research School Erasmus University Rotterdam, COEUR)[34]
- Нідерландський інститут медичних наук (англ. Netherlands Institute for Health Sciences, NIHES)[35]
- Школа молекулярної медицини (англ. Postgraduate School Molecular Medicine, MM)[36]
- Генетичний медичний центр південного заходу Нідерландів (англ. Medical Genetics Centre South-West Netherlands, MGC)[37]

За підтримки MGC працює Центр розвитку та біомедичної генетики (англ. School Centre for Developmental and Biomedical Genetics, MRC)
- Школа дослідження автономних систем (англ. Helmholtz School for Autonomous Systems Research)[38]

### Юриспруденція, культура і суспільство
- Інститут продажів і управління рахунками (англ. Institute for Sales and Account Management)[39]
- Міжнародний інститут соціальних досліджень[en] (англ. International Institute of Social Studies)[40]
- Дослідницька школа громадської безпеки (англ. Research School Public Safety)
- Нідерландський Інститут держави (англ. Netherlands Institute of Government, NIG)[41]
- Інститут «Huizinga» (нід. Huizinga Instituut)[42]
- Інститут імені М. В. Постумуса (нід. N.W. Posthumus Instituut)[43]
- Амстердамська школа соціально-суспільних досліджень (англ. Amsterdam School of Social-Public Research, ASSR)[44]
- Дослідницька школа прав людини (англ. Research School Rights of the human)
- Експериментальна дослідницька психологічна школа (англ. Experimental Psychologic Researchschool, EPOS)[45]
- Інститут Курта Левіна (англ. Kurt Lewin Institute)[46]
- Дослідницька школа етики (англ. Research School of Ethics)

## Кампус

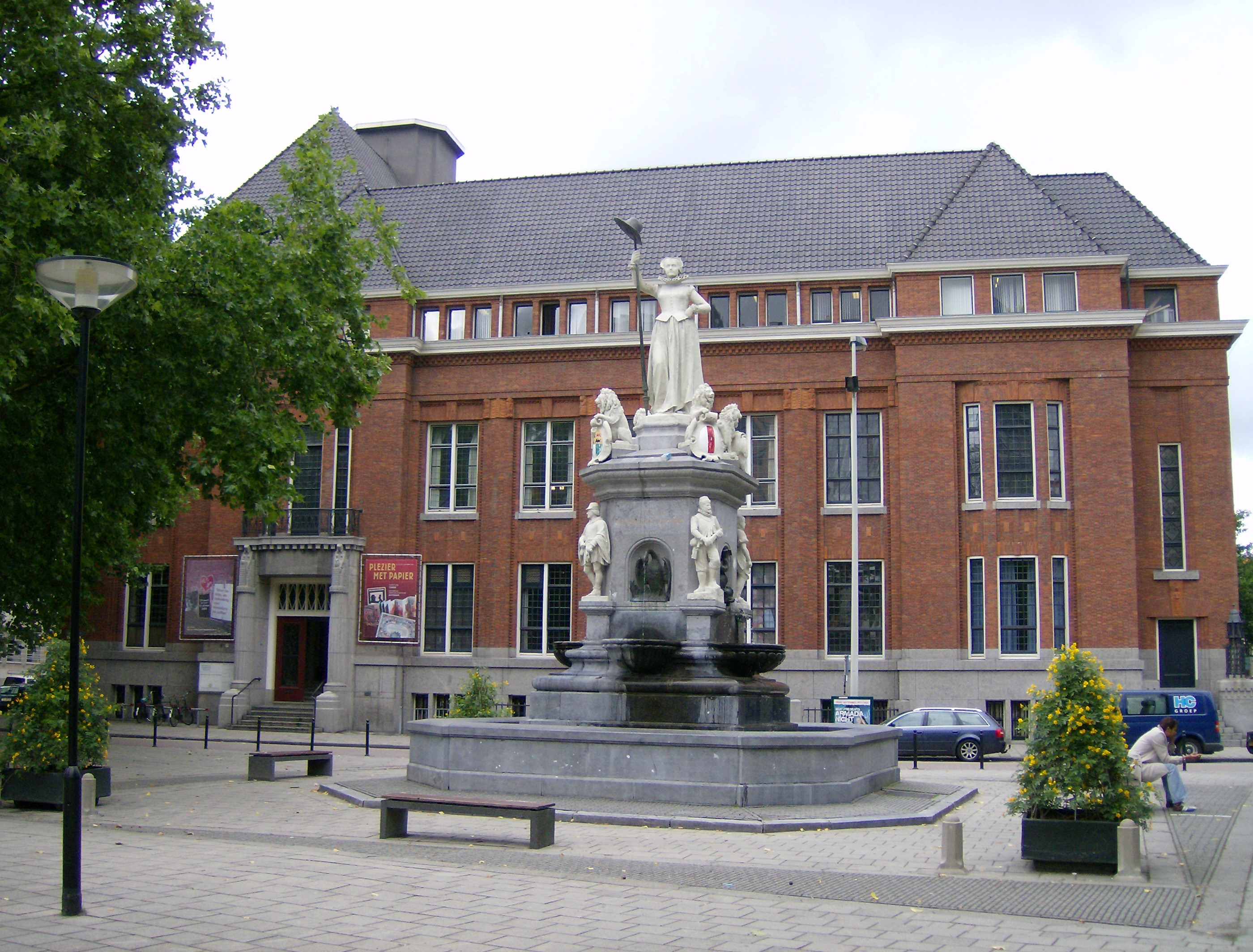
Коледж університету Еразма Роттердамського

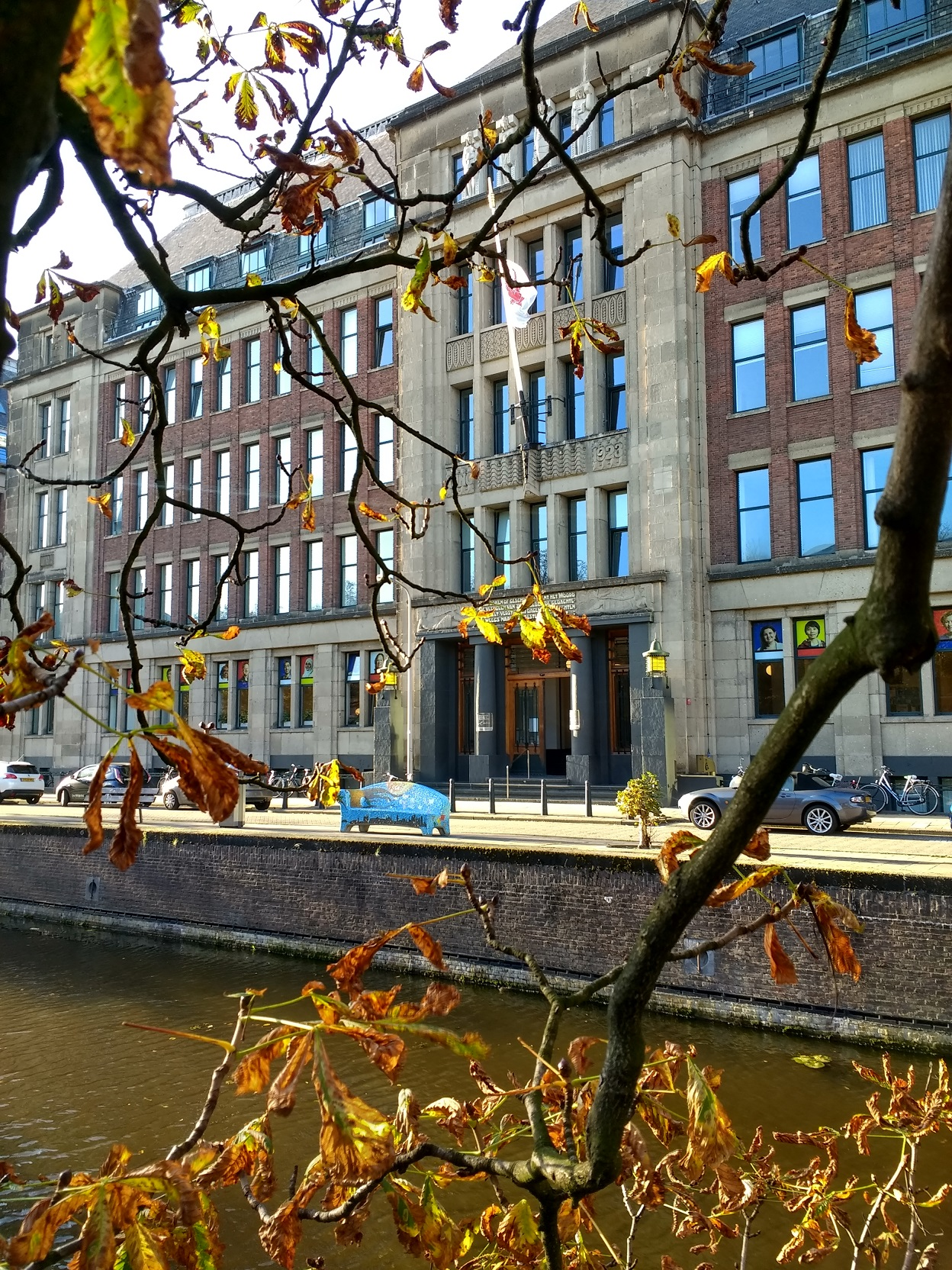
Міжнародний інститут соціальних досліджень у Гаазі

Кампус університету розосереджений по п'яти різних місцях, чотири з яких розташовані в Роттердамі, і одне — у Гаазі:
- Кампус Ваудестейн (англ. Campus Woudestein) (головне місце розташування університету, неподалік від передмістя Роттердама Кралінген[en])[48]
- Кампус Гобокен (англ. Campus Hoboken) (місце розташування медичного центру Erasmus MC[en] в мікрорайоні Дейкзігт[en])[49]
- Локація EUC (Коледж Університету Еразма Роттердамського[en] в центрі Роттердама[en])[50]
- Локація ISS (Міжнародний інститут соціальних досліджень[en] в центрі Гааги)[51]
- Локація ECE (Центр підприємництва Еразмус у Роттердамському мікрорайоні Дельфсгавен)[52]

### Допомога студентам
9 вересня 2009 року був запущений проєкт GreenEUR — Асоціація допомоги студентам. Протягом цього дня Асоціація GreenEUR організувала кілька заходів на кампусі у співпраці з екологічним проектом Greening the Campus. З квітня 2010 року Асоціація GreenEUR офіційно визнана Виконавчою радою університету.

## Студентські організації
- Асоціація економічних факультетів Роттердама[en] (англ. Economic Faculty Association Rotterdam)[54]
- Студентська асоціація Роттердамської школи менеджменту, STAR (англ. STAR Student Association Rotterdam School of Management)[55]
  - Тиждень менеджменту (англ. STAR Management Week)[56]
  - консультаційний проект STAR Erasmus (англ. STAR Erasmus Consultancy Project)[57]
- FAECTOR — офіційне студентське об'єднання Школи економіки університету Еразма Роттердамського (англ. Erasmus School of Economics)[58]
  - Економетричні дні кар'єри (англ. Econometric Career Days)[59]
- Дискусійне ТОВАРИСТВО Erasmus (англ. Erasmus debating society) — найстаріше дискусійне ТОВАРИСТВО в Нідерландах[60]
- Центр підприємництва Еразмус (англ. Erasmus Centre for Entrepreneurship)[33]
- Журнал Еразмус (англ. Erasmus Magazine)[61]
- Студентська Асоціація кампусу EUC, гуманітарних наук і мистецтв (англ. Student Association EUC Campus, Liberal Arts & Sciences, EUCSA)[62]

## Рейтинги

### Школа економіки Університету Еразма Роттердамського
Згідно з міжнародним рейтингом університетів світу Кваквареллі-Саймондс 2018 року, займав 50-те у світі серед економічних та економетричних університетів. У 2019 році рейтинг школи оцінювався в межах 51—100 місця у світі.
Академічний рейтинг університетів світу Шанхайського університету транспорту, опублікований у 2018 році, називає Школу економіки університету Еразма Роттердамського 9-й у Європі і 36-й у світі в галузі економіки і бізнесу. У 2019 році в цьому рейтингу школа піднялася на 33-тє місце у світі.
Згідно з рейтингом US News 2019 року, університет імені Еразма Роттердамського займав 3-тє місце в Європі і 13-те в світі в галузі економіки і бізнесу.

### Роттердамська школа менеджменту
У рейтингу європейських бізнес-шкіл Financial Times 2019 року Роттердамська школа менеджменту займає 12-те місце у світі. У рейтингах Global MBA 2020 і 2019 років — 66-те і 55-те місце відповідно. У рейтингу кращих програм «Masters in Management» 2019 року за версією Financial Times Роттердамська школа менеджменту посідала 6-те місце у світі.
Роттердамська школа менеджменту отримала потрійну акредитацію міжнародних органів управління освітою: AMBA, EQUIS і AACSB. Станом на кінець березня 2019 року лише 90 бізнес-шкіл у світі (серед них 69 % європейських бізнес-шкіл) мали потрійну акредитацію.

### Медичний центр Еразмус

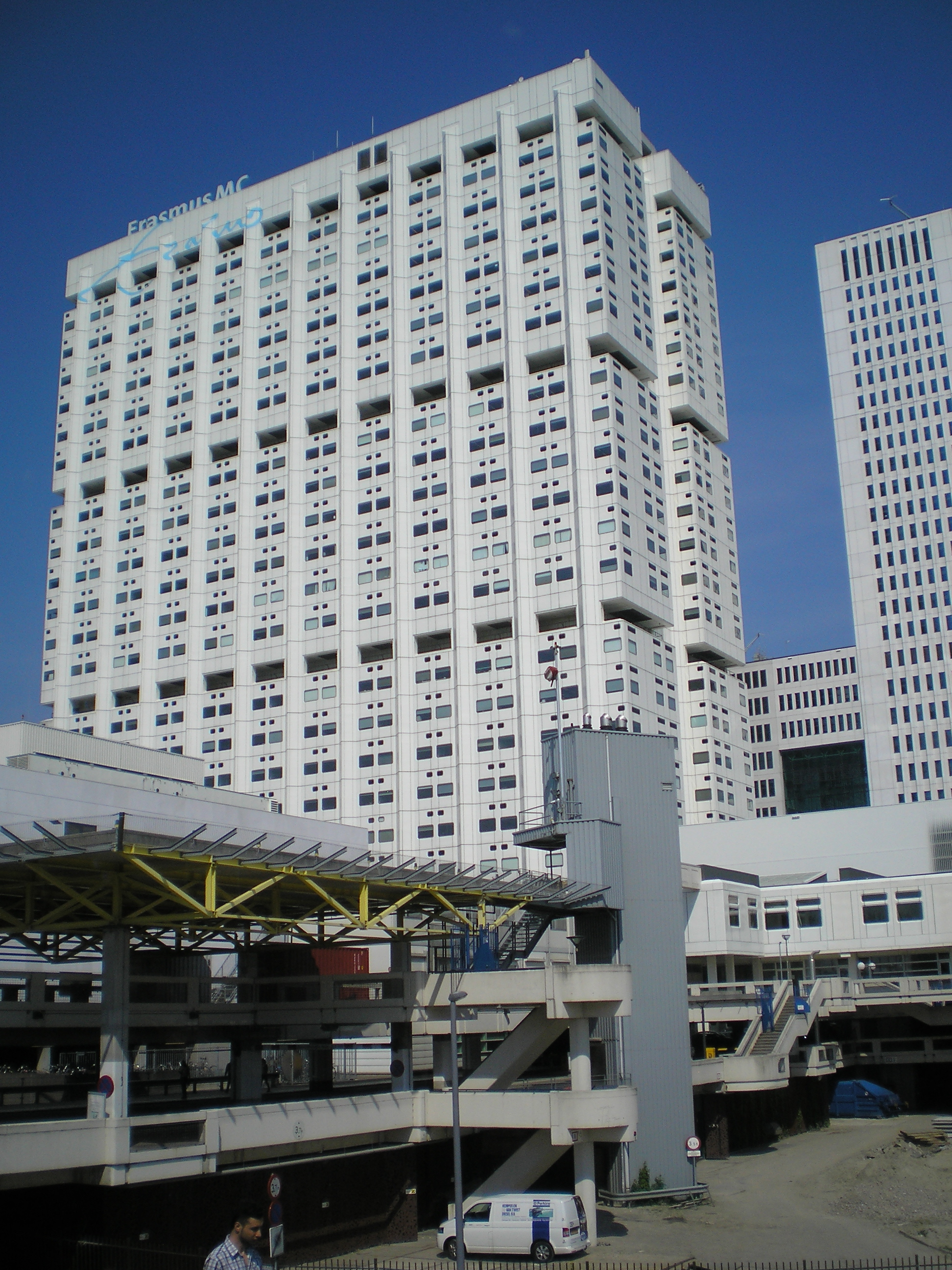
Головна будівля університетського медичного центру Erasmus MC

Університетський медичний центр Erasmus MC, згідно ряду основних рейтингів вважається одним зі світових лідерів в області клінічної медицини. Відповідно до світового рейтингу університетів Times Higher Education 2020 року в номінації «Охорона здоров'я» Медичний центр Еразмус посів 45-те місце. У рейтингу кращих коледжів U. S. News & World Report 2020 року медичний центр Еразмус зайняв 28-ме місце, а в міжнародному рейтингу кращих університетів світу Кваквареллі-Саймондс 2019 року — 50-те місце.
Крім того, медичний центр Erasmus MC увійшов до списку журналу The Scientist як 5-й із кращих 15 медичних установ за межами США (рейтинг 2004 року).

## Освіта

### Програми бакалаврату
Університет імені Еразма Роттердамського пропонує широкий спектр програм бакалаврату, що викладаються голландською мовою, після закінчення яких можна отримати ступінь бакалавра мистецтв, бакалавра наук або бакалавра права.
Крім того, університет пропонує кілька повністю англомовних програм бакалаврату. Ці програми відкриті для студентів, які прагнуть до міжнародної кар'єри в галузі бізнесу та/або економіки або комунікацій та медіа. Крім голландських студентів близько 40 % студентів, які навчаються за цими програмами, є іноземними студентами з понад 80 країн.

### Аспірантура
Студенти можуть вибирати різні типи магістерських програм: загальні магістерські програми, дослідницькі магістерські програми або професійні магістерські програми та програми підвищення кваліфікації. Освіта на цьому рівні здійснюється в основному англійською мовою.

#### Магістерські програми
Цей тип магістерських програм дозволяє отримати ступінь магістра мистецтв, магістра природничих наук або магістра права.

#### Магістерські дослідницькі програми
Талановитим випускникам надається можливість використовувати свої навички та потенціал в академічних дослідженнях. Щоб отримати ступінь магістра досліджень, необхідно спочатку отримати ступінь бакалавра або магістра однієї зі звичайних магістерських програм.

#### Програми підвищення кваліфікації та професійні магістерські програми
Університет також пропонує спеціалізовані програми для розвитку знань і навичок та подальшого розвитку професійної кар'єри. Ці програми дають змогу отримати загальновідомі ступені магістра мистецтв або магістра наук, а також отримати професійний ступінь магістра — магістр ділового адміністрування (MBA), магістр фінансового менеджменту (MFM) або магістра готельного менеджменту (MHM).

### Докторські програми
Більшість кафедр, дослідницьких інститутів і факультетів університету імені Еразма Роттердамського пропонують програми докторантури або посади, які дають змогу отримати ступінь доктора філософії (PhD).

### Почесна академія університету Еразма
Університет імені Еразма Роттердамського пропонує спеціальні програми для студентів, які виявили особливі досягнення в навчанні. Студенти запрошуються до участі в цих програмах, якщо їх результати за перший рік навчання набагато вище середнього і якщо вони довели, що досить мотивовані. Ці програми є або дисциплінарними: спеціальні програми для найкращих студентів одного факультету, або міждисциплінарними. Так, у рамках однієї з програм Erasmus Honors кращі студенти різних факультетів університету Еразма досліджують, обговорюють і вирішують найважливіші проблеми сучасності, розглядають наукові та суспільні питання з різних точок зору.
Після успішного завершення програми з відзнакою студенти отримують сертифікат із відзнакою та рекомендаційний лист від декана відповідного факультету або ректора університету.

## Відомі викладачі

### Нобелівські лауреати

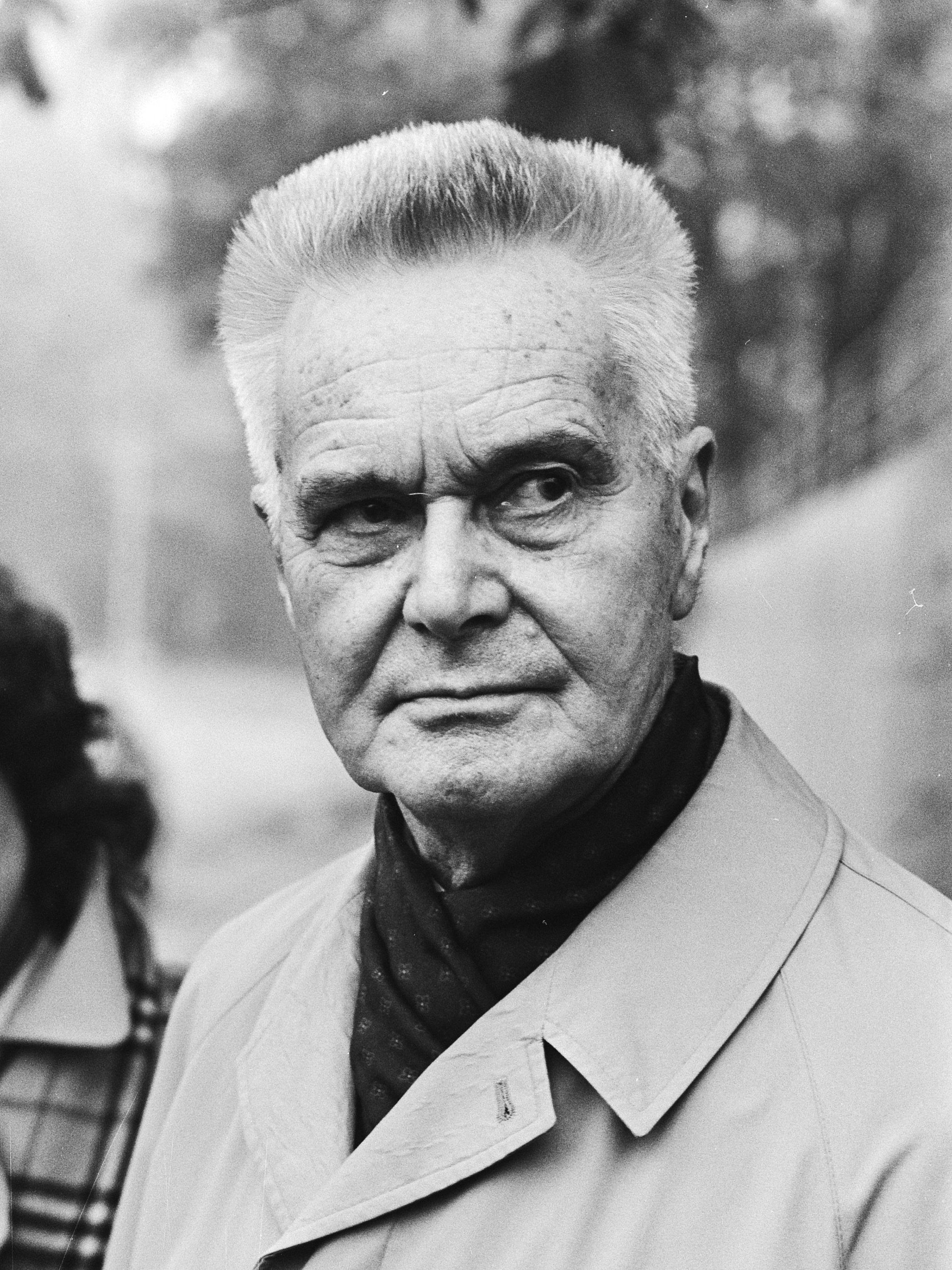
Ян Тінберген був нагороджений першою Нобелівською премією з економіки в 1969 році

- Ян Тінберґен (перший лауреат Нобелівської премії з економіки 1969 року).

### Політики
- Ян Петер Балкененде (колишній прем'єр-міністр Нідерландів)
- Пім Фортейн (політик)
- Олександр Рінной Кан[en] (президент Голландської соціально-економічної ради[en])
- Йо Рітцен[en] (колишній міністр освіти, культури і науки Нідерландів; також випускник)
- Сес Верман[en] (колишній міністр сільського господарства, природи та якості продуктів харчування Нідерландів)

### Бізнесмени
- Ганс Вейерс[en] (генеральний директор AkzoNobel; колишній міністр економіки Нідерландів)

### Науковці
- Елко ван Асперен[en] (спеціаліст у галузі інформатики)
- Клаас Бом[en] (інженер-медик, винахідник портативного ультразвукового сканера[en])
- Франк Гросвелд[en] (молекулярний біолог, лауреат премії Спінози 1995 року)
- Ян Гуймакерс[en] (молекулярний біолог, лауреат премії Спінози 1998 року)
- Альберт Остераус[en] (вірусолог та експерт із грипу; керівник Національного центру з грипу та голова Всесвітнього довідкового центру з кору Всесвітньої організації охорони здоров'я)
- Герріт ван Пульє[en] (засновник державного управління в Нідерландах)
- Анрі Тейл (наступник Яна Тінберґена; разом із Яном Тінберґеном заснував економетричний інститут в 1956 році)

### Філософи
- Люс Ірігаре (теоретик феміністики).

## Відомі випускники
| Зображення | Ім'я                                   | Рік      | Зайняття |
| ---------- | -------------------------------------- | -------- | --- |
|            | Рууд Любберс                           | 78 років | Нідерландський політик, очолював партію Християнсько-демократичний заклик. Прем'єр-міністр Нідерландів з 4 листопада 1982 до 22 серпня 1994 року.  |
|            | Йерун ван дер Вер                      | 73 років | Нідерландський бізнесмен. Він є головою правління Philips і колишнім головним виконавчим директором (CEO) Royal Dutch Shell                        |
|            | Йоган Фрізо Орансько-Нассауський       | 44 років | Нідерландський інженер. |
|            | Нелі Крус                              | 79 років | Нідерландська політична діячка, член Народної партії за свободу і демократію.                                                                      |
|            | Альберт Вінсеміус                      | 86 років | Нідерландський економіст, що здобув ступінь доктора економічних наук у Роттердамському університеті Еразма.                                        |
|            | Мелані Шульц ван Хаген-Маас Гістеранус | 50 років | Нідерландський політик у відставці від Народної партії за свободу і демократію і бізнес-леді.                                                      |
|            | Мохаммад Хатта                         | 77 років | Індонезійський політичний діяч, національний герой Індонезії, віце-президент, прем'єр-міністр, міністр закордонних справ і міністр оборони країни. |
|            | Мелес Зенаві                           | 57 років | Ефіопський державний і політичний діяч, прем'єр-міністр Ефіопії з 22 серпня 1995 до своєї смерті.                                                  |
|            | Ліліан Плумен                          | 58 років | Нідерландська політична і державний діячка. |
|            | Пітер Нейкамп                          | 75 років | Нідерландський економіст, професор економіки Амстердамського вільного університету.                                                                |
|            | Йохан Віттевен                         | 97 років | Нідерландський політик і економіст Народної партії за свободу і демократію.                                                                        |
|            | Ян Пронк                               | 81 рік   | Нідерландський політик і дипломат Лейбористської партії                                                                                            |
|            | Фатіма Морейра де Мело                 | 42 років | Нідерландська професійна гравчиня в покер португальського походження.                                                                              |
|            | Фейке Сейбесма                         | 61 рік   | Нідерландський бізнесмен, який займав пост генерального директора.                                                                                 |
|            | Йохан Андресен                         | 59 років | Норвезький промисловець і інвестор. |